# Академ
Академ (грч. Ἀκάδημος) је у грчкој митологији био атички херој.

## Етимологија
Име Академ има значење „из мирног краја“.

## Митологија
Академ је био Аркађанин кога је Тезеј позвао у Атику. Када су Диоскури дошли у Атику ради тога да нађу своју сестру Хелену, Академ им је показао место где ју је Тезеј сакрио. Због тога су му Спартанци указивали почасти, а и поштедели су његово скромно имање шест стадија од Атике, уз реку Кефис, када су касније кренули у поход на ту земљу. Касније су на том имању посађени платани и маслине, односно направљен је диван врт или гај, где су филозофи расправљали о религији. У том делу или у гају северозападно од Атине, Платон је утемељио филозофску школу, академију, која је постојала све до 529. Сам гај је назван према Академу. Његово име је било још и Ехедем. О Академу је писао Плутарх.